# ストリートゴルファー
『ストリートゴルファー』（Street golfer）は、2002年に日本の関猿、ポリゴンマジックが開発、D3パブリッシャーが発売したPlayStation 2専用3Dゴルフゲーム。

## 概要
羊飼いが牧場で球を転がしたことがゴルフの起源ならば、日常空間をゲームフィールドにする、つまり都市空間で動く現代は、街でゴルフを楽しむべき。そんなストリートゴルフが当たり前になった世界で開催される、第10回キング・オブ・ストリートゴルファー大会ツアー（開催地：日本）新宿や渋谷といった実在する街中を舞台にしたゴルフゲーム。
打つ高さと方向を決める事で操作を行う。
通常のゴルフでは障害物になるであろう建造物の壁や木を逆に利用し、ボールを反射させたり、高低差などを利用しなければならない特殊な環境下でのプレイとなる。ボールを反射させる飛ばし方を使って、予想してあるボールの落下地点を狙う事も可能。グリーンだけは通常のゴルフのように芝を使っている。のちに廉価版、フィーチャーフォン版も発売された。
原案及び原作シナリオは藤井青銅。キャラクターデザインは寺田克也が担当。
2003年9月25日には廉価版である『SIMPLE2000シリーズ アルティメットVol.12 ストリートゴルファー』がディースリー・パブリッシャーから発売。著作権表記は「（C）ストリートゴルファー製作委員会 Developed by 関猿/POLYGON MAGIC, INC.」。

## ゲームモード
シナリオ（1人専用）
選択したキャラクターで全36ホールの大会を勝ち抜く。
VS（1人～2人対戦）
1対1のマッチプレイ専用モード。ある条件を満たす事によりキャラクターが増える。
フリープレイ（1人～4人対戦）
選択したキャラクターでスコアを競います。ストローク、マッチプレイ、ハンディキャップの設定が可能。
プラクティス（1人専用）
トレーニング、ミニゲームを収録。フリーコース、フリーショット、キャロムショットモードを収録。

## キャラクター
東堂大地郎＜TOUDOU DAICHIRO＞
喧嘩っ早い性格が災いして、プロゴルフ界を追放となった元プロゴルファー。元空手家。大きな襟のスーツでプレイする。
31歳、日本出身。身長：176cm、体重：68kg、趣味：空手(黒帯3段)。
ムアン・メイ＜MUEN MAY＞
交換留学生として、チェンマイからやってきたゴルフ好き少女。ゴルフテクニックは祖父ゆずり。
17歳、タイ出身。身長：164cm、体重：42kg、趣味：「ウインドウショッピングとカラオケ、あとゲームかな?」
望月大真＜MOCHIZUKI DAISHIN＞
渋谷一帯を納めるチーム「PHANTAMA」のリーダー。いかつい風貌だが、心優しい青年で、ペットのオコジョが親友。職業は無職。
23歳、日本出身。身長：212cm、体重：135kg、趣味：ガーデニング、刺繍、料理。
風間康夫＜KAZAMA YASUO＞
団塊世代代表。駅のホームで傘による素振りは欠かさない、芝のゴルフ場でのプレイを夢見ている。
48歳、商社勤務。日本出身。身長：164cm、体重：78kg、趣味：ゴルフの素振り、打ちっぱなし練習、読書(鉄道ミステリー)。
ゴウテン＜GOUTEN＞
映画の影響で自分は侍の再来だと勘違いしている青い目の自称サムライ。剣術を模したゴルフスイングを行う。
59歳、元一流商社勤務、現在無職。アメリカ出身。身長：188cm、体重：87kg、趣味：茶の湯、映画鑑賞(主にチャンバラ映画)。
「D」と呼ばれる男＜D＞
本名不詳のプロ破壊工作員。銃をクラブに変えて優勝賞金を目指す。コントロール技術が突き抜けている。
年齢および国籍不明。身長：174cm、体重：68kg、趣味：とくにない
ヴァネッサ・ベルグ＜VANESSA BERGUES＞
世界最高の腕を持つハスラー。氷の微笑の異名を持つ女性で、冷徹なボールテクニックを持つ。
24歳、イタリア出身。身長：169cm、体重：52kg、趣味：読書、カクテル作り
ハミルトン＆フランチェスカ＜HAMILTON&FRANCESCA＞
婦人紳士の異名を持ち、右半身が紳士、左半身は貴婦人という性別不詳の貴族。
34歳、イギリス出身。身長：174cm、体重：56kg、趣味：お茶、競馬、乗馬(ボロ)、オペラ鑑賞

## コース

### 東京ツアー
- 渋谷公園通り　PAR4　305ヤード
- 渋谷井の頭通り　PAR4　274ヤード
- 渋谷東急本店　PAR5　475ヤード
- 表参道　PAR4　353ヤード
- 新宿都庁　PAR4　360ヤード
- 銀座　PAR5　334ヤード
- 秋葉原駅　PAR4　347ヤード
- 上野動物園パンダ舎　PAR3　155ヤード
- お台場海浜公園　PAR4　233ヤード
- 渋谷駅　PAR3　46ヤード
- 渋谷西武B館屋上　PAR4　82ヤード
- 渋谷文化村通り　　PAR4　430ヤード
- 原宿駅　PAR4　353ヤード
- 西新宿　PAR4　164ヤード
- 数寄屋橋　PAR5　302ヤード
- 秋葉原中央通り　PAR4　347ヤード
- 上野動物園猿山　PAR3　155ヤード
- お台場ウエストプロムナード　PAR4　260ヤード

### 日本ツアー
- 札幌時計台　PAR4　256ヤード
- 札幌テレビ塔　PAR3　187ヤード
- 札幌大通公園　PAR4　265ヤード
- 海ほたる特設海上グリーン　PAR4　137ヤード
- 海ほたる・3階デッキ　PAR4　9ヤード
- 海ほたる・展望デッキ　PAR4　123ヤード
- 渋谷公園通り　PAR4　297ヤード
- 新宿都庁　PAR4　260ヤード
- 銀座　PAR4　447ヤード
- 名古屋地下街　PAR5　290ヤード
- 名古屋駅　PAR5　334ヤード
- 名古屋名鉄通り　PAR4　279ヤード
- 大阪　PAR4　265ヤード
- 大阪戎橋　PAR3　110ヤード
- 大阪道頓堀　PAR4　254ヤード
- 福岡　PAR5　366ヤード
- 福岡那珂川　PAR4　229ヤード
- 福岡中州　PAR4　356ヤード

## 携帯版
ぴあ、ポリゴンマジックが2006年に配信。iモード向けタイトルは「ストリートゴルファーi」。ボーダフォン向けタイトルは「ストリートゴルファーMOBILE」。両者とも寺田克也のキャラクターデザインは採用しておらず、独自のキャラクターが使われていた。